# プラハ芸術アカデミー

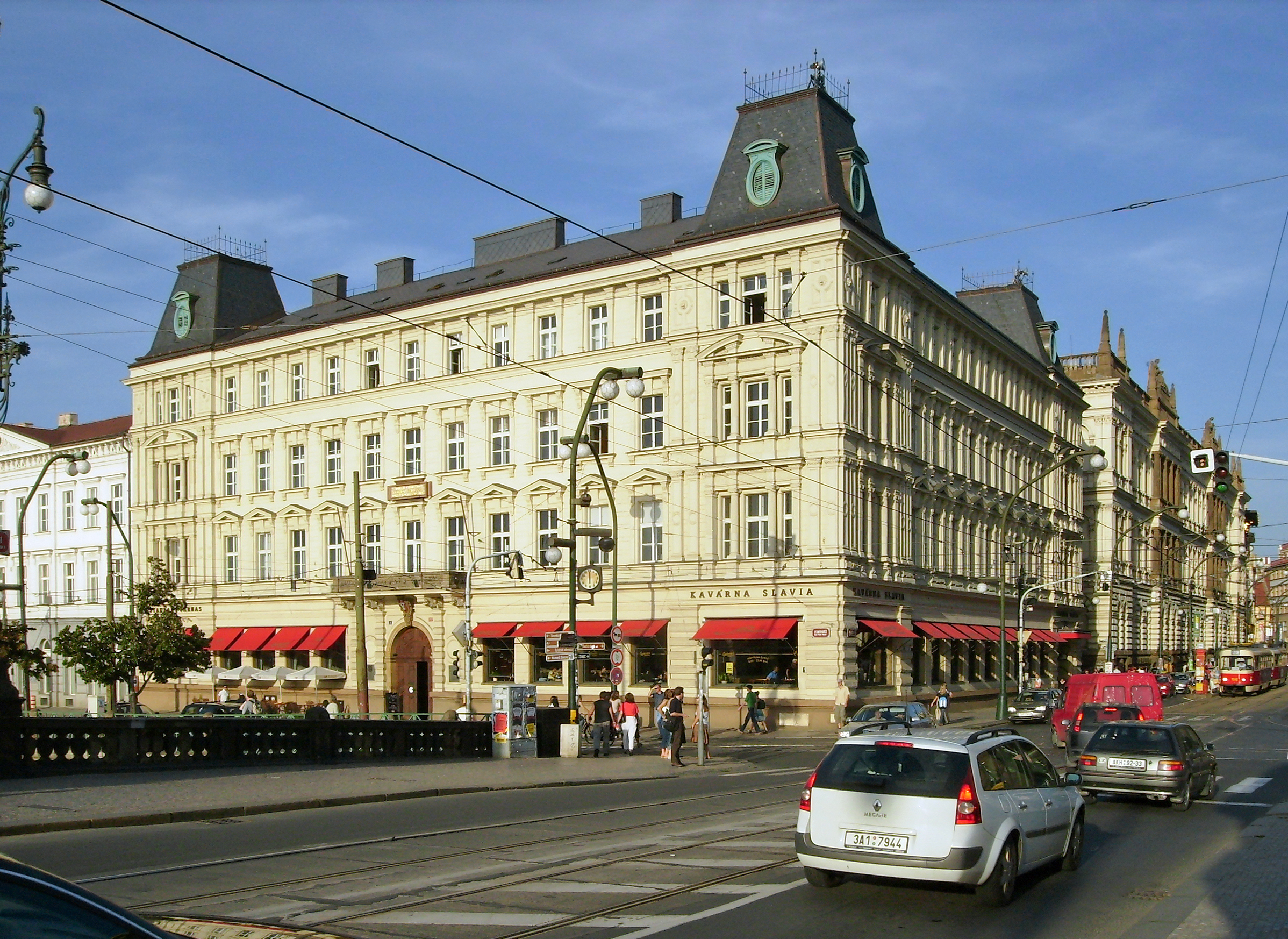
映像学部

プラハ芸術アカデミー（プラハげいじゅつアカデミー、英語: Academy of Performing Arts in Prague、公用語表記: Akademie múzických umění v Praze）は、チェコ・プラハに本部を置くチェコの芸術大学。1945年創立、1945年大学設置。大学の略称はAMU。

## 沿革・概要
1945年創立の芸術大学である。音楽学部・演劇学部・映像学部の3学部から構成される。

## 学部
音楽学部（Hudební fakulta, HAMU）
マラー・ストラナ地区のリヒテンシュタイン宮殿にある。
作曲科 - 作曲
指揮科 - 指揮
声楽・オペラ科 - オペラ演出・声楽
鍵盤楽器科 - ピアノ・オルガン・ハープシコード
弦楽器科 - ヴァイオリン・ヴィオラ・チェロ・コントラバス・ハープ・ギター
管楽器科 - フルート・オーボエ・クラリネット・ファゴット・ホルン・トランペット・トロンボーン・チューバ
打楽器科 - 打楽器
音楽理論・音楽史科 - 音楽理論・音楽監督・ミュージックマネージメント
サウンドプロダクション科 - サウンドプロダクション
ダンス科 - 舞踊教育・振付・舞踊理論
パントマイム科 - パントマイム・喜劇
演劇学部（Divadelní fakulta, DAMU）
旧市街のクレメンティヌムそばにある。
演劇科
前衛劇・人形劇科
舞台デザイン科 - 舞台装置・舞台衣装
アーツマネージメント科
舞台教育科
著述・教育科
演劇理論・演劇批評科
映像学部（Filmová a televizní fakulta, FAMU）
新市街の国民劇場そばのラジュアンスキー宮殿にある。
アニメーション科
映画撮影科
映像編集科
映画監督科
ドキュメンタリーフィルム科
プロダクション科
脚本・演出科
写真科
映像音声科